# Comuna Pantaziivka, Znameanka
Pantaziivka (în ucraineană Пантазіївка) este o comună în raionul Znameanka, regiunea Kirovohrad, Ucraina, formată din satele Pantaziivka (reședința), Șevcenkove, Troianka și Veselka.

## Demografie
Componența lingvistică a comunei Pantaziivka
     Ucraineană (97,07%)
     Rusă (2,44%)
     Alte limbi (0,49%)
Conform recensământului din 2001, majoritatea populației comunei Pantaziivka era vorbitoare de ucraineană (97,07%), existând în minoritate și vorbitori de rusă (2,44%).